# Bala (Sumer)

Mapa Mezopotamii za rządów władców z III dynastii z Ur. Ciemnym kolorem oznaczono obszar centrum państwa, podzielonego na prowincje, z których ściągany był podatek bala, a jaśniejszym kolorem obszar ziem podbitych (peryferiów), z których ściągano podatek gun mada

Bala (sum. bala, tłum. „rotacja”) – nazwa podatku płaconego rotacyjnie przez prowincje w sumeryjskim państwie III dynastii z Ur (2113-2005 p.n.e.). Wraz z podatkiem gun mada, płaconym przez personel wojskowy z peryferiów państwa, podatek ten stanowił podstawę nowego systemu podatkowo-redystrybucyjnego wprowadzonego przez króla Szulgiego (2096-2048 p.n.e.). 
Podatek bala płacony był w postaci dóbr w których produkcji dana prowincja się specjalizowała. Najczęściej chodziło tu o produkty rolne (np. zboża), żywy inwentarz (np. bydło czy owce) i surowce (np. drewno). Wszystkie te dobra gromadzone były w specjalnie w tym celu ustanowionych centrach redystrybucji, takich jak Puzrisz-Dagan (gdzie gromadzono bydło i owce) czy Dusabara (gdzie gromadzono produkty rolne). Stąd dopiero były one rozprowadzane – część przeznaczona była dla władcy, część trafiała do głównych świątyń w kraju, a z pozostałej części utrzymywano urzędników administracji państwowej.